# 三浦佳世 (心理学者)
三浦 佳世（みうら かよ、1952年 - ）は、日本の心理学者。専門は、感性認知学、知覚心理学。九州大学名誉教授。人間の知覚・認知特性をベースに、感性あるいは感性表現、芸術に関し、実験心理学の立場から研究。

## 来歴
京都出身。1974年大阪大学文学部卒業、1979年大阪大学大学院文学研究科心理学専攻博士課満期退学。1988年「視覚情報処理の基礎過程 機構と特性への心理物理学的接近」で大阪大学より学術博士。
1991年樟蔭女子短期大学人間関係科助教授、1996年神戸芸術工科大学芸術工学部助教授を経て、1998年より九州大学大学院人間環境学研究科教授、2000年九州大学大学院人間環境学研究院教授。2016年九州大学名誉教授。2019年より福岡女子大学客員教授、2020年より京都造形芸術大学文明哲学研究所客員教授。
2022年に日本心理学会国際賞（功労賞）
日本基礎心理学会常務理事、日本心理学会理事、日本認知心理学会理事、日本心理学会国際委員会委員長、日本心理学会国際賞選考委員会委員、日本心理学会編集委員、日本心理学会優秀論文賞選考委員、日本認知心理学会感性学研究部会代表、日本人間工学会評議員、電子情報通信学会ヒューマン情報処理研究会専門委員会副委員長などを歴任。
日本学術会議20期、21期‐22期、25‐26期連携会員、大学設置・学校法人審議会専門委員、大学基準協会判定委員会委員、日本学術振興会学術システム研究センター専門研究員、科学研究費委員会専門委員、日本学術振興会特別研究員等審査会専門委員、福岡市都市景観審議会委員、福岡市屋外広告物審議会委員、福岡市都市景観賞委員会委員、日本BPW連合会理事、BPW福岡クラブ（福岡虹の会）会長などを歴任。

## 著作
2016年度までの詳細はhttp://www.psycho.hes.kyushu-u.ac.jp/~lab_miura/lab/Miura_Laboratory_Kyushu_University.html
- 『美しさと魅力の心理』（共編著、ミネルヴァ書店、2019）
- 『視覚心理学が明かす名画の秘密』（単著、岩波書店、2018）
- 『美感－感と知の融合』（共著、勁草書房、2018年）
- 『基礎心理学実験法ハンドブック』（編著、朝倉書店、2018年）
- 『感性認知－アイステーシスの心理学』（編著、北大路書房、2016年）
- 『知覚と感性』（編著、北大路書房、2010年）
- 『知覚と感性の心理学』（単著、岩波書店、2007年）
- 『循環建築・都市デザイン－人間の感性と豊かさのデザイン』（共著、技報堂出版、2008）

そのほか分担執筆として、『美しさと共感を生む脳－神経美学からみた芸術』（新曜社），『脳とアート－感覚と表現の脳科学』（医学書院），『感性の科学－心理と技術の融合』（朝倉書店），『新・知性と感性の心理』（福村出版），『美と感性の心理学』（冨山房インターナショナル），『共視論－母子像の心理学』（講談社），『感覚・知覚・認知の基礎』（オーム社），『科学者の目、科学の芽』（岩波書店）、『視線コミュニケーションの基盤』（九州大学出版会）、『芸術心理学の新しいかたち』（誠信書房），『美と造形の心理学』（北大路書房）ほか
翻訳として、『脳と視覚－グレゴリーの視覚心理学』（リチャード・L・グレゴリー著、近藤倫明・中溝幸夫・三浦佳世 訳，ブレーン出版）、『視覚の文法－ゲシュタルト知覚論』（G.カニッツァ著、野口薫監訳）